# جلان براند
جلان براند (بالإنجليزية: Glen Brand)‏ هو مصارع هاوي أمريكي، ولد في 3 نوفمبر 1923 في آيوا في الولايات المتحدة، وتوفي في 15 نوفمبر 2008 في أوماها في الولايات المتحدة.

## وصلات خارجية
- جلان براند على موقع قاعدة بيانات المصارعة الدولية (الإنجليزية)
- جلان براند على موقع أوليمبيديا (الإنجليزية)
- جلان براند على موقع قاعة آيوا للمشاهير الرياضية (الإنجليزية)